# Rozłopy
Rozłopy – wieś w Polsce położona w województwie lubelskim, w powiecie zamojskim, w gminie Sułów.
Prywatna wieś szlachecka Rozłupy położona była na przełomie XVI i XVII wieku w ziemi chełmskiej województwa ruskiego. W latach 1975–1998 miejscowość administracyjnie należała do województwa zamojskiego.
Wieś jest sołectwem w gminie Sułów. Według Narodowego Spisu Powszechnego z roku 2011 wieś liczyła 337 mieszkańców.
| 1827                                                                                | 1883 | 1921 | 2011 | 2012 | 2013 | 2014 | 2015 |
| ----------------------------------------------------------------------------------- | ---- | ---- | ---- | ---- | ---- | ---- | ---- |
| 255                                                                                 | 484  | 688  | 337  | bd   | 330  | 329  | 326  |
| Źródło: Dane własne gminy w BIP GUS, Spis powszechny z 1921 roku, SgKP z roku 1888. |      |      |      |      |      |      |      |

Wierni Kościoła rzymskokatolickiego należą do parafii św. Mikołaja w Szczebrzeszynie.

## Części wsi
| SIMC    | Nazwa   | Rodzaj    |
| ------- | ------- | --------- |
| 0899733 | Doliny  | część wsi |
| 0899740 | Popówka | część wsi |

## Historia
Rozłopy alias Rozłupy (takie dwie nazwy funkcjonowały zamiennie) w wieku XIX opisano jako wieś w powiecie zamojskim, gminie Gmina Sułów, parafii rzymskokatolickiej i prawosławnej w Szczebrzeszynie. Wieś odległa 27 wiorst w kierunku na zachód od Zamościa a 3 wiorsty od Szczebrzeszyna. Według noty słownika „Leżą w pięknej równinie, na stoku płaskowzgórza szczebrzeskiego”. Rozłupy mają w roku 1888 484 mieszkańców (260 katolików i 224 prawosławnych). Według spisu z 1827 roku było we wsi 42 domy i 255 mieszkańców. Wieś posiadała obszaru 1118 mórg oraz osad włościańskich 45. Dwie osady poproboszczowskie posiadały 36 mórg. „Gleba lekka, urodzajna, pastwiska i łąk nie ma”. Wieś wchodziła w skład dóbr Bodaczew, należących do ordynacyi Zamoyskich.
Według spisu powszechnego z roku 1921 we wsi Rozłopy ówczesnej gminie Sułów nazywanej też Rozłupy było 117 domów i 688 mieszkańców, folwark był wyludniony osób wyznania prawosławnego było 40, ale tylko 20 osób podało narodowaość rusińską (ukraińską).
10 lipca 1943 – miało miejsce wysiedlenie Polaków ze Szczebrzeszyna i okolicznych wsi (Bodaczów, Deszkowice, Rozłopy, Sułów i inne). Wysiedlenia poprzedzały aresztowania mężczyzn, w sumie 1500 osób, których umieszczono najpierw w obozie przejściowym w Zwierzyńcu, skąd większość wywieziono na roboty do Niemiec lub do obozów koncentracyjnych.